# NTF4
NTF4 (англ. Neurotrophin 4) – білок, який кодується однойменним геном, розташованим у людей на короткому плечі 19-ї хромосоми. Довжина поліпептидного ланцюга білка становить 210 амінокислот, а молекулярна маса — 22 427.
| 10         |  | 20         |  | 30         |  | 40         |  | 50         |
| ---------- |  | ---------- |  | ---------- |  | ---------- |  | ---------- |
| MLPLPSCSLP |  | ILLLFLLPSV |  | PIESQPPPST |  | LPPFLAPEWD |  | LLSPRVVLSR |
| GAPAGPPLLF |  | LLEAGAFRES |  | AGAPANRSRR |  | GVSETAPASR |  | RGELAVCDAV |
| SGWVTDRRTA |  | VDLRGREVEV |  | LGEVPAAGGS |  | PLRQYFFETR |  | CKADNAEEGG |
| PGAGGGGCRG |  | VDRRHWVSEC |  | KAKQSYVRAL |  | TADAQGRVGW |  | RWIRIDTACV |
| CTLLSRTGRA |  |            |  |            |  |            |  |            |

A: Аланін

C: Цистеїн

D: Аспарагінова кислота

E: Глутамінова кислота

F: Фенілаланін

G: Гліцин

H: Гістидин

I: Ізолейцин

K: Лізин

L: Лейцин

M: Метіонін

N: Аспарагін

P: Пролін

Q: Глутамін

R: Аргінін

S: Серин

T: Треонін

V: Валін

W: Триптофан

Кодований геном білок за функцією належить до факторів росту. 
Секретований назовні.